# Vittore Pelli
Vittore Pelli (Aranno, 27 settembre 1798 – Pura, 11 febbraio 1874) è stato un pittore e scenografo svizzero.

## Biografia
Figlio di Cipriano e di Orsola Ruggia da Morcote, nasce ad Aranno (Canton Ticino, Svizzera) il 27 settembre 1798. Viene inviato a studiare dai Padri Somaschi nel Collegio Sant'Antonio a Lugano, poi nel collegio dei Serviti a Mendrisio, infine all'Imperial Regia Accademia di Belle Arti di Venezia dove apprende il mestiere di scenografo. Suoi insegnanti sono, in pieno periodo neoclassico, i professori Giuseppe Borsato e Tranquillo Orsi. Di quel periodo restano molti disegni scolastici ed esercitazioni accademiche, e un suo ritratto a matita eseguito dall'amico Antonio Viviani.
A Venezia vive probabilmente con lo zio Antonio Ruggia, ingegnere civile, che più tardi influirà in modo decisivo sul suo destino. Alla fine degli studi esercita per qualche tempo il mestiere di scenografo, probabilmente in teatri secondari come quelli di San Benedetto e San Samuele. A 25 anni firma un contratto per un posto di pittore al Teatro Municipale di Odessa per una durata di tre anni, ma l'artista resterà sul Mar Nero fino al 1831. Nel marzo 1824 parte dunque, al seguito di una compagnia teatrale, per un avventuroso viaggio di due mesi, via Lubiana, Graz, Vienna, Brno, Leopoli - raccontato in modo dettagliato e pittoresco in un diario intitolato "Memorie di me Vittore Pelli d'Aranno", che riporta anche una accurata descrizione del viaggio di ritorno, sette anni dopo.
Del lungo periodo a Odessa invece non scrive purtroppo quasi niente: una paginetta di presentazione della città, nella quale ricorda che negli anni 1825-1826, per la morte dello zar Alessandro I, il teatro restò chiuso nove mesi, durante i quali venne rinnovato. Vittore annota lapidariamente: l'incarico di pittura, ed il lavoro fu mio, frase che permette di supporre che la sua abilità di scenografo fosse stimata al punto da fargli assegnare anche la decorazione pittorica dell'edificio. La rivista "Cenni Storici intorno alle lettere invenzioni arte commercio e spettacoli teatrali", Tomo 6 n.128 (1826-1827) a pag. 53 ricorda in effetti che il teatro riaprì il 31 agosto 1826, in occasione dell’incoronazione di Nicola I:  “... L’elegante riforma della sala egregiamente dipinta dal sig. Luigi Guidi di Jesi e sig. Vittore Pelli di Lugano, non che lo sfarzo, e la precisione con cui fu montato ed eseguito lo spettacolo La Semiramide di Rossini, e le nuove Decorazioni dipinte dal prelodato sig. Pelli, ottennero il più brillante successo...”.  Del periodo russo sono conservati due disegni a matita per un'altra messa in scena della Semiramide, firmati e datati in Odessa 15 e 16 luglio 1829.
Nel 1830 lo zio Antonio, malato, gli chiede di tornare per accudire ai suoi affari. Vittore lascia per nave Odessa il 16 aprile 1831, e giunge a Venezia, via Istanbul e Trieste, il 7 luglio, appena in tempo per ritrovare lo zio ancora in vita. Sposa Orsola Avanzini di Curio nel 1832 a Venezia e vi rimane domiciliato dal 1831 al 1845, svolgendo un'attività di scenografo a livello professionale; sappiamo che gli furono affidate diverse scenografie per opere liriche: nel 1833, "Gli esiliati in Siberia" (Cinque mesi in due ore), melodramma storico spettacoloso di Domenico Gilardoni con musica di Gaetano Donizetti; nel 1840: "Il giuramento", melodramma in tre atti di Gaetano Rossi, musicato da Saverio Mercadante. Di suoi altri lavori per ora non si è trovata documentazione, ma il corpus dei suoi disegni scenografici suggerisce che la sua fu un'attività regolare.
Il pittore certamente incrementa le sue entrate con la vendita di vedute veneziane. L'ipotesi che i suoi dipinti fossero destinati anche a turisti e altri amatori d'arte di passaggio a Venezia ha trovato conferma una ventina di anni fa con la vendita all'asta, a Parigi, di due sue vedute acquarellate. A due riprese affida anche a un amico delle opere con l'incarico di venderle a Firenze.
Di lui si conservano più di un centinaio di disegni preparatori per scenografie e vedute, e una trentina di dipinti compiuti su tela o carta, di varie dimensioni.
Con il ritorno in patria termina probabilmente la sua attività artistica "professionistica", anche se l'artista continua saltuariamente a dipingere. Nel salone di casa Avanzini a Curio si conservano quattro paesaggi sul tema delle quattro stagioni. Diventa municipale e sindaco di Aranno. Negli anni 1847-1848 ristruttura una casa a Pura, portandovi i suoi quadri, i disegni e molta documentazione sui suoi anni di studio. Nel 1869 l'intera famiglia abbandona Aranno a causa, dice la tradizione, di dissapori politici.
Vittore Pelli muore a Pura l'11 febbraio del 1874.